# Lisdoddebodemwants
De Lisdoddebodemwants (Chilacis typhae) is een wants uit de onderfamilie Artheneinae en uit de familie bodemwantsen (Lygaeidae)
De onderfamilie Artheneinae wordt ook weleens als een zelfstandige familie Artheneidae gezien in een superfamilie Lygaeoidea. Lygaeidae is conform de indeling van bijvoorbeeld het Nederlands Soortenregister.

## Uiterlijk
Deze soort is glanzend geelbruin of okerkleurig. De soort onderscheidt zich van andere bodemwantsen door de lichte ribbels op de kop, schildje en dekvleugels. Alleen de erop lijkende rietbodemwants heeft deze ribbels ook, maar heeft ook duidelijke ribbels op het halsschild. Het bruine schildje (scutellum) heeft een opvallende tekening in de vorm van een lichte V. De lengte is 3,8-4,7 mm. De nimfen zijn bleek geelachtig bruin met een lichtoranje of rood patroon in de vorm van roodachtig dwarslijnen op het achterlichaam (abdomen).

## Verspreiding en habitat
De soort komt voor in Europa van Scandinavië tot in het noorden van het Middellandse Zeegebied. Naar het oosten is hij verspreid tot in Centraal-Azië. Hij is geïntroduceerd in Noord-Amerika. Ze zijn overal te vinden, waar lisdodde (Typha) groeit.

## Leefwijze
Deze wantsen leven op lisdodde (Typha) en ze brengen het grootste deel van de tijd van hun ontwikkeling door in de aar, waar ze aan de rijpende zaden zuigen. Ze zitten op zowel jonge als oude sigaren, soms met veel wantsen op één sigaar. Alleen tijdens de paring en voortplantingstijd zijn ze aan de buitenkant te vinden. De door wantsen bewoonde sigaren vallen sneller uiteen dan de andere. Men vindt het hele jaar nimfen in verschillende stadiums van ontwikkeling. Ook de paring en het leggen van eieren worden op verschillende tijdstippen waargenomen. Hierdoor is de jaarlijkse cyclus en het aantal generaties per jaar moeilijk te bepalen. Waarschijnlijk brengt de soort in Midden-Europa elk jaar twee generaties voort, de tweede blijft in ongunstige jaren onvolledig en dus kunnen er ook overwinterende nimfen zijn. Het overwinteren gebeurt ofwel in de sigaar als in de droge strooisellaag. De vrouwtjes leggen hun eieren op zowel de zaden, als op de pappus van de lisdodde.